# Carl Robrecht
Carl Robrecht (* 25. Juni 1888 in Immenhausen; † 22. September 1961 in Berlin) war ein deutscher Musiker, Kapellmeister und Komponist. 

## Musikalische Laufbahn
Robrecht begann seine musikalische Laufbahn mit Klavierunterricht in seiner Heimatstadt Immenhausen.
1907 begann er ein Studium am Leipziger Konservatorium. Dort wurde er von Johannes Gottfried Merkel, Carl Heinrich Heynsen und Max Wünsche unterrichtet. Er beendete sein Studium im Juli 1909.
Er war lange Jahre Kapellmeister, u. a. in Wien und Stettin, bevor er 1923 nach Berlin ging. Robrecht wurde in den 1920er und 1930er Jahren vor allem durch seine Unterhaltungsmusik mit sinfonischem Einschlag bekannt. Ebenso schrieb er Foxtrotts und andere Tänze.
Zum 1. Mai 1933 trat er der NSDAP bei (Mitgliedsnummer 2.641.978).

## Aufgezeichnete Werke
Einige der Werke Carl Robrechts sind auf frühen Schallplatten aufgenommen worden, u. a.:
- Samum, ein sinfonischer Foxtrott (1935)
- Fata Morgana
- Niagara
- Spitzentanz
- Kinderlieder-Potpourri (Foxtrott)